# Stadion Osvobození
Stadion Osvobození – wielofunkcyjny stadion w Trutnovie, w Czechach. Obiekt może pomieścić 800 widzów. Swoje spotkania rozgrywają na nim piłkarze klubu MFK Trutnov.
Na obiekt składają się dwa pełnowymiarowe boiska piłkarskie przedzielone zadaszoną, dwustronną trybuną, mogącą z każdej strony pomieścić 800 widzów. Trybuna ta została oddana do użytku w 2004 roku. Boisko po wschodniej stronie wyposażone jest w oddaną do użytku w 2011 roku, 6-torową (8-torową na głównej prostej), tartanową bieżnię lekkoatletyczną, boisko po stronie zachodniej posiada zaś sztuczną murawę. Stadion znajduje się nad brzegiem rzeki Úpy, w jego bliskim sąsiedztwie mieści się także basen, korty tenisowe i kryte lodowisko. Obiekt nosi nazwę „Stadion Osvobození” („Stadion Wyzwolenia”), którą nadano mu krótko po II wojnie światowej.
22 maja 1971 roku na stadionie rozegrano jedno spotkanie fazy grupowej Turnieju Juniorów UEFA (Związek Radziecki – Bułgaria 5:0).